# دومينيك سافيو نشوتي
دومينيك سافيو نشوتي (بالإنجليزية: Dominique Savio Nshuti) (1 فبراير 1997 برواندا - ) هو لاعب كرة قدم رواندي في مركز الوسط. شارك مع منتخب رواندا لكرة القدم.

## روابط خارجية
- دومينيك سافيو نشوتي على موقع قاعدة بيانات كرة القدم.إي يو (الإنجليزية)
- دومينيك سافيو نشوتي على موقع ناشيونال فوتبول تيمز (الإنجليزية)
- دومينيك سافيو نشوتي على موقع Soccerway.com (الإنجليزية)